# Distrito de Bo
El distrito de Bo es uno de los doce distritos de Sierra Leona y uno de los cuatro de la provincia del Sur. Cubre un área de 5.165 km² y albergaba una población de 305.775 personas en 2004. La capital es Bo.

## Municipios con población en diciembre de 2015
- Badjia 8,135
- Bagbo 25,884
- Bagbwe 20,926
- Bo 174,369
- Boama 45,835
- Bumpe Ngao 44,279
- Gbo 5,403
- Jaiama Bongor 31,298
- Kakua 51,074
- Komboya 15,623
- Lugbu 25,453
- Niawa Lenga 13,955
- Selenga 9,175
- Tikonko 53,206
- Valunia 35,558
- Wonde 15,305

- Datos: Q887317
- Multimedia: Bo District / Q887317